# Marathon van Barcelona 2006
De marathon van Barcelona 2006 werd gehouden op zondag 26 maart 2006 in Barcelona. Het was de 28e editie van deze marathon. De wedstrijd werd gelopen met een klein windje uit zee. In totaal finishten 4200 lopers de marathon en 1800 lopers de 10 km wedstrijd. De loop werd bekeken door 100.000 toeschouwers, die langs de kant stonden te kijken. Ook was er een rechtstreeks televisieverslag.
Bij de mannen was Joseph Nguram het snelste in 2:12.36. De wedstrijd werd gedomineerd door Kenia, omdat de eerste zeven lopers uit dit land kwamen.
De eerste vrouw was de Ethiopische Kabelush Haile. Zij finishte in een tijd van 2:41.23 met iets meer dan een minuut voorsprong op haar landgenote Gurmu Lemma, die in 2:42.30 over de finish kwam. 
In totaal finishten 4183 marathonlopers de wedstrijd.

## Wedstrijd
Mannen
| rang | naam                  | land | tijd    |
| ---- | --------------------- | ---- | ------- |
| 1    | Joseph Nguram         | KEN  | 2:12.36 |
| 2    | Benjamin Pseret       | KEN  | 2:13.46 |
| 3    | Kipkorir J. Chamgwony | KEN  | 2:13.58 |
| 4    | Kiptanui H. Kimutai   | KEN  | 2:14.18 |
| 5    | Benjamin Yarangura    | KEN  | 2:17.15 |
| 6    | William Kipchumba     | KEN  | 2:18.32 |
| 7    | Kiprop Korir          | KEN  | 2:21.26 |
| 8    | Victor Gonzalo        | ESP  | 2:25.31 |
| 9    | Marco Cepeda          | ESP  | 2:27.29 |
| 10   | Stephane Ruiz         | FRA  | 2:28.36 |

Vrouwen
| rang | naam               | land | tijd    |
| ---- | ------------------ | ---- | ------- |
| 1    | Kabelush Haile     | ETH  | 2:41.23 |
| 2    | Gurmu Lemma        | ETH  | 2:42.30 |
| 3    | Nigatu Cherkos     | ETH  | 2:52.34 |
| 4    | Anna Moreno        | ESP  | 2:59.51 |
| 5    | Christine Lavigne  | FRA  | 3:00.30 |
| 6    | Eva Karlsson       | SWE  | 3:01.36 |
| 7    | Elisabet Bosch     | ESP  | 3:03.38 |
| 8    | Emi Vaquero        | ESP  | 3:06.24 |
| 9    | Sarah Malir        | GBR  | 3:11.09 |
| 10   | Carmen Ballesteros | ESP  | 3:11.10 |

1978 ·
1979 ·
1980 ·
1981 ·
1981 ·
1983 ·
1984 ·
1985 ·
1986 ·
1987 ·
1988 ·
1989 ·
1990 ·
1991 ·
1992 ·
1993 ·
1994 ·
1995 ·
1996 ·
1997 ·
1998 ·
1999 ·
2000 ·
2001 ·
2002 ·
2003 ·
2004 ·
2005 ·
2006 ·
2007 ·
2008 ·
2009 ·
2010 ·
2011 ·
2012 ·
2013 ·
2014 ·
2015 ·
2016 ·
2017 ·
2018 ·
2019 ·
2020 ·
2021 ·
2022 ·
2023 ·
2024